# Kees Pijl
Cornelis Alidanus „Kees” Pijl (ur. 8 czerwca 1897 w Oosterhout, zm. 3 września 1976 w Rotterdamie) – piłkarz holenderski grający na pozycji napastnika. W swojej karierze rozegrał 8 meczów i strzelił 7 goli w reprezentacji Holandii.

## Kariera klubowa
W swojej karierze piłkarskiej Pijl grał w Feyenoordzie. Zadebiutował w nim w 1918 roku i grał do 1932 roku. W sezonach 1923/1924 i 1927/1928 wywalczył z Feyenoordem dwa tytuły mistrza Holandii. Z kolei w sezonie 1929/1930 zdobył Puchar Holandii.

## Kariera reprezentacyjna
W reprezentacji Holandii Pijl zadebiutował 23 marca 1924 roku w zremisowanym 1:1 towarzyskim meczu z Belgią, rozegranym w Amsterdamie. W tym samym roku był w kadrze Holandii na igrzyska olimpijskie w Paryżu, a na których strzelił 4 gole: 3 z Rumunią (6:0) i 1 z Urugwajem (1:2). Od 1924 do 1926 roku rozegrał w kadrze narodowej 8 meczów i zdobył 7 bramek.